# 結句反復
結句反復（けっくはんぷく、または脚句反復、Epistrophe aka epiphora, antistrophe）とは、連続する句、節、文の最後に同じ語または言葉が繰り返される修辞技法のこと。首句反復の反対。句・節・文の最後の言葉は強調される場所なので、結句反復は大きな強調の技法である。

## 例
- ... this nation, under God, shall have a new birth of freedom — and that government of the people, by the people, for the people, shall not perish from the earth.

-- エイブラハム・リンカーン
- 光る地面に竹が生え、

青竹が生え、
地下には竹の根が生え、
根がしだいにほそらみ、
根の先より繊毛が生え、
かすかにけぶる繊毛が生え、
かすかにふるへ。
-- 萩原朔太郎『竹』